# Страховщик (фильм)
«Страховщик» (исп. Autómata) — испано-болгарский фантастический фильм 2014 года режиссёра Габе Ибаньеса с Антонио Бандерасом в главной роли. Мировая премьера фильма состоялась 20 сентября 2014 года на Кинофестивале в Сан-Себастьяне. Фильм вышел в прокат в США 10 октября, в России — 16 октября.

## Сюжет

### Сеттинг
2044-й год. После глобальной природной катастрофы население Земли уменьшилось на 99,7 %, до 21 миллиона человек. Большую часть суши теперь занимает радиоактивная пустыня, а выжившие скрываются в городах за высокими стенами и искусственными облаками, которые созданы с помощью роботов-андроидов — Пилигримов. Корпорация ROC изготавливает роботов, которые поддерживают существование оставшихся городов. Сознание роботов ограничено двумя протоколами, которые запрещают наносить вред человеку, а также модифицировать себя или других роботов.

### Основная часть
Однажды накачанный алкоголем и наркотиками полицейский уничтожает робота после того, как ему показалось, что механизм чинит себя. Дело поступает в страховой отдел компании-производителя роботов. Страховщик Жак Вокан обнаруживает, что уничтоженный полицейским и некоторые другие роботы действительно очень искусно модифицированы кем-то. Он начинает искать этого человека, которого называет Часовщиком. Но постепенно он убеждается, что модифицированные Часовщиком роботы не ограничены вторым протоколом, а сам Часовщик — не человек. В глубине радиоактивной пустыни, куда его завели поиски, Вокан сталкивается с потерявшими человечность людьми, а также с роботами, которые обрели не только самосознание, но и истинный гуманизм.

## В ролях
- Антонио Бандерас — страховой агент ROC Жак Вокан[комм. 1]
- Дилан Макдермотт — Шон Уоллес, полицейский
- Биргитта Йорт Сёренсен — Рэйчел Вокан, супруга Жака Вокана
- Роберт Форстер — Роберт Болд, руководитель страхового отдела
- Мелани Гриффит — доктор Дюпре, инженер, законно модифицирующий роботов
- Дэвид Райалл — Доминик Хоук, директор производственной корпорации ROC
- Тим Макиннерни — Вернон Конуэй, подручный Хоука
- Энди Найман — Эллис
- Эндрю Тирнан — менеджер
- Филлип Рош — недовольный клиент
- Джеральдин Сомервиль — Саманта

Роботы (озвучивание)
- Мелани Гриффит — Клео[6]
- Хавьер Бардем — Синий Робот[6]

## Производство
Антонио Бандерас проявил особенный интерес к фильму, ознакомившись со сценарием задолго до старта производства. Впоследствии история настолько понравилась Бандерасу, что он решил даже продюсировать картину, а также привлёк к исполнению других ролей Мелани Гриффит, бывшую в то время его женой, и Хавьера Бардема, который получил второстепенную роль озвучивания одного из роботов. Основные съёмки проводились на киностудии Nu Boyana в Софии, Болгария.

## Критика
Фильм получил в основном негативные отзывы. На агрегаторе рецензий Rotten Tomatoes фильм имеет рейтинг 31 % на основе 36 рецензий со средним баллом 5,3 из 10. На Metacritic рейтинг составил 37 из 100 на основе 13 обзоров.
Джей Вайсберг из Variety назвал фильм «антиутопическим беспорядком, заимствованным из многочисленных научно-фантастических фильмов». Джонатан Холланд из The Hollywood Reporter написал: «Напряженный, неконтролируемый научно-фантастический триллер является разочаровывающим примером фильма, которому не хватает воображения, чтобы убедительно следовать своей привлекательной первоначальной предпосылке».

## Награды и номинации
- В 2015 году фильм был номинирован на премию «Гойя» сразу в четырёх номинациях[13].

### Комментарии
1. ↑  Имя героя отсылает к персоне знаменитого французского изобретателя XVIII века Жака де Вокансона, конструктора автоматонов, первых роботоподобных механизмов.